# Белвуд (Небраска)
Белвуд (енгл. Bellwood) град је у америчкој савезној држави Небраска.

## Демографија
По попису из 2010. године број становника је 435, што је 11 (-2,5%) становника мање него 2000. године.
| Група             | 2000.       | 2010.       |
| Белци             | 444 (99,6%) | 431 (99,1%) |
| Афроамериканци    | 0 (0,0%)    | 0 (0,0%)    |
| Азијати           | 0 (0,0%)    | 1 (0,2%)    |
| Хиспаноамериканци | 2 (0,4%)    | 3 (0,7%)    |
| Укупно            | 446         | 435         |